# Пор-Жером-сюр-Сен (кантон)
Пор-Жером-сюр-Сен (фр. Port-Jérôme-sur-Seine) (до 5 марта 2020 года назывался Нотр-Дам-де-Граваншон, фр. Notre-Dame-de-Gravenchon) — кантон во Франции, находится в регионе Нормандия, департамент Приморская Сена. Расположен на территории двух округов: девять входят в состав округа Гавр, двенадцать — в состав округа Руан.

## История
Кантон образован в результате реформы 2015 года путем объединения упраздненного кантона Кодбек-ан-Ко и отдельных коммун кантонов Больбек и Лилльбонн.
С 1 января 2016 года состав кантона изменился: коммуны Ла-Майре-сюр-Сен и Сен-Никола-де-Бликетюи объединились в новую коммуну Арлон-ан-Сен, коммуны Вилькье, Кодбек-ан-Ко и Сен-Вандрий-Рансон — в новую коммуну Рив-ан-Сен, коммуны Нотр-Дам-де-Граваншон, Обервиль-ле-Кампань, Туфревиль-ла-Кабль и Трикервиль — в новую коммуну Пор-Жером-сюр-Сен, ставшую административным центром кантона.
5 марта 2020 года указом премьер-министра Франции Эдуара Филиппа кантон переименован в Пор-Жером-сюр-Сен. .

## Состав кантона с 1 января 2016 года
В состав кантона входят коммуны (население по данным Национального института статистики Архивная копия от 7 ноября 2021 на Wayback Machine за 2018 г.):
- Анкетьервиль (3364 чел.)
- Арлон-ан-Сен (2 549 чел.)
- Больвиль (578 чел.)
- Ватвиль-ла-Рю (1 136 чел.)
- Гран-Кан (723 чел.)
- Ла-Френе (2 114 чел.)
- Линто (460 чел.)
- Лувто (741 чел.)
- Молеврье-Сент-Жертрюд (1 004 чел.)
- Норвиль (993 чел.)
- Норт-Дам-де-Бликетюи (772 чел.)
- Петивиль (1 122 чел.)
- Пор-Жером-сюр-Сен (10 157 чел.)
- Рив-ан-Сен (4 203 чел.)
- Сен-Жиль-де-Крето (423 чел.)
- Сен-Морис-д'Этелан (303 чел.)
- Сен-Никола-де-ла-Э (419 чел.)
- Сент-Арну (1 414 чел.)
- Сент-Обен-де-Крето (518 чел.)
- Трувиль (625 чел.)
- Эртовиль (304 чел.)

## Политика
На президентских выборах 2022 г. жители кантона отдали в 1-м туре Марин Ле Пен 33,0 % голосов против 26,3 % у Эмманюэля Макрона и 18,5 % у Жана-Люка Меланшона; во 2-м туре в кантоне победила Ле Пен, получившая 51,3 % голосов. (2017 год. 1 тур: Марин Ле Пен – 28,6 %, Эмманюэль Макрон – 20,3 %, Жан-Люк Меланшон – 20,1 %, Франсуа Фийон – 15,6 %; 2 тур: Макрон – 54,5 %. 2012 год. 1 тур: Франсуа Олланд — 29,7 %, Николя Саркози — 23,3 %, Марин Ле Пен — 20,5 %; 2 тур: Олланд — 55,6 %. 2007 год. 1 тур: Саркози — 27,0 %, Сеголен Руаяль — 25,0 %; 2 тур: Саркози — 50,9 %).
С 2021 года кантон в Совете департамента Приморская Сена представляют мэр коммуны Рив-ан-Сен Бастьен Коритон (Bastien Coriton) и член муниципального совета коммуны Ла-Френе Патрисия Рену (Patricia Renou) (оба ― Разные левые).
|                | Кандидаты                        | Партия                   | Первый тур | Первый тур     | Второй тур | Второй тур |
| Кол-во голосов | Кандидаты                        | Партия                   | % голосов  | Кол-во голосов | % голосов  |            |
| -------------- | -------------------------------- | ------------------------ | ---------- | -------------- | ---------- | ---------- |
|                | Бастьен Коритон Патрисия Рену    | Левый блок               | 4 252      | 56,38          | 5 277      | 72,93      |
|                | Фабьян Дюпарк Аксель Франк       | Левоцентристский блок    | 1 472      | 19,52          | 1 959      | 27,07      |
|                | Жан-Сирил Монтье Анаис Тома      | Национальное объединение | 1 415      | 18,76          |            |            |
|                | Мартин Бонвиль Кристиан Гратиньи | Коммунистическая партия  | 403        | 5,34           |            |            |

|                | Кандидаты                        | Партия             | Первый тур | Первый тур     | Второй тур | Второй тур |
| Кол-во голосов | Кандидаты                        | Партия             | % голосов  | Кол-во голосов | % голосов  |            |
| -------------- | -------------------------------- | ------------------ | ---------- | -------------- | ---------- | ---------- |
|                | Мартин Блондель Бастьен Коритон  | Левый блок         | 4 783      | 40,95          | 5 949      | 55,19      |
|                | Виржини Кароло Патрис Коломбель  | Правый блок        | 3 471      | 29,71          | 4 831      | 44,81      |
|                | Изабель Арив Людовик Гарнье      | Национальный фронт | 2 744      | 23,49          |            |            |
|                | Мари-Одиль Лекуртуа Брюно Лемуэн | Левый фронт        | 683        | 5,85           |            |            |